# Макаренко Микола Васильович
Мака́ренко Мико́ла Васи́льович (6 лютого 1937, село Охіньки, Прилуцький район, Чернігівська область, УРСР — 19 лютого 2019, Київ) — український фізіолог, провідний науковий співробітник відділу фізіології головного мозку Інституту фізіології ім. О. О. Богомольця НАН України, головний науковий співробітник відділу воєнно-психологічних досліджень Науково-дослідного центру гуманітарних проблем Збройних сил України, доктор біологічних наук, професор. Спеціаліст в області фізіології вищої нервової діяльності людини та тварин, диференціальної та прикладної психофізіології.

## Біографія
Народився у селі Охіньки Чернігівської області. Навчався перші 7 років у сільській школі, а останні 3 роки — у сусідньому селі Переволочна. 1959 року поступив на спеціальність «фізична культура» до Черкаського державного педагогічного інституту, який закінчив у 1963 році. Того ж року вступив до аспірантури при Інституті фізіології ім. О. О. Богомольця АН України, працював у лабораторії типів нервової системи і компенсаторних і захисних функцій під керівництвом Володимира Трошихіна. У 1966 році захистив дисертацію на ступінь кандидата біологічних наук. Микола Макаренко працював у тій же лабораторії до 1969 року, коли перейшов до відділу гіпоксичних станів, де працював разом із Миколою Сиротиніним. З 1973 року перейшов до лабораторії вищої нервової діяльності людини, а з 1980 року очолював її. У 1994—2011 роках працював у відділі фізіології головного мозку.
Працював на посадах професора кафедр фізіології Черкаського, Херсонського, Волинського університетів. Був науковим співробітником у Військово-гуманітарному інституті, НДІ проблем військової медицини, Головному медичному управлінні СБУ та інших організаціях.

## Наукові досягнення
Микола Макаренко — спеціаліст в області фізіології вищої нервової діяльності та диференціальної психофізіології. В Україні очолює два наукових напрямки: формування та становлення психофізіологічних функцій людини в онтогенезі та роль індивідуальних відмінностей особистості в успішності навчання і професійній діяльності.
Микола Васильович досліджував розвиток та становлення психофізіологічних функцій людини в онтогенезі; ролі властивостей основних нервових процесів в успішності навчання, набутті професійних навичок та використанні їх в трудовій діяльності; розробкою, удосконаленням та обґрунтуванням методик для системи професійного відбору операторів по керуванню рухомими об'єктами і системами та спецконтингенту; оцінкою психофізіологічної готовності персоналу до дій в особливих умовах.[джерело?]
Миколою Васильовичем запропонована та науково обґрунтована нова властивість функціональної рухливості нервових процесів[джерело?], а розроблені методики з вивчення властивостей основних нервових процесів та сенсомоторної сфери на розумові навантаження різного ступеня складності, як і апаратурні комплекси до них (ПНН-3, ПНДО-01, система «Прогноз», «Діагност 1»), знайшли широке застосування як у нас в країні, так і за кордоном.[джерело?]
Під керівництвом Миколи Васильовича захищено 5 докторських (серед них — В. С. Лизогуб, С. О. Коваленко та інші) та 23 кандидатські дисертації (серед них — Д. М. Харченко та інші).
Він є членом Центральної ради Українського фізіологічного товариства, членом редколегій багатьох міжнародних і вітчизняних журналів та вісників університетів, членом спеціалізованих рад по захисту докторських та кандидатських дисертацій, членом бюро Федерації космонавтики України. Автор більше як 300 наукових праць, у тому числі п'ять монографій з проблем онтогенезу психофізіологічних функцій людини, професійного відбору, психофізіології операторської праці, реанімації; дві брошури. Має шість винаходів.
Член («академік») приватної організації «Аерокосмічна академія України».
У 1992 році нагороджений премією НАН України імені О. О. Богомольця за монографію «Психофізіологічні функції людини й операторська праця».

## Нагороди
- Премія НАН України ім. О. О. Богомольця,
- Заслужений діяч науки і техніки України.